# Arum dioscoridis
Arum dioscoridis là một loài thực vật có hoa trong họ Ráy (Araceae). Loài này được Sm. mô tả khoa học đầu tiên năm 1816.

## Hình ảnh

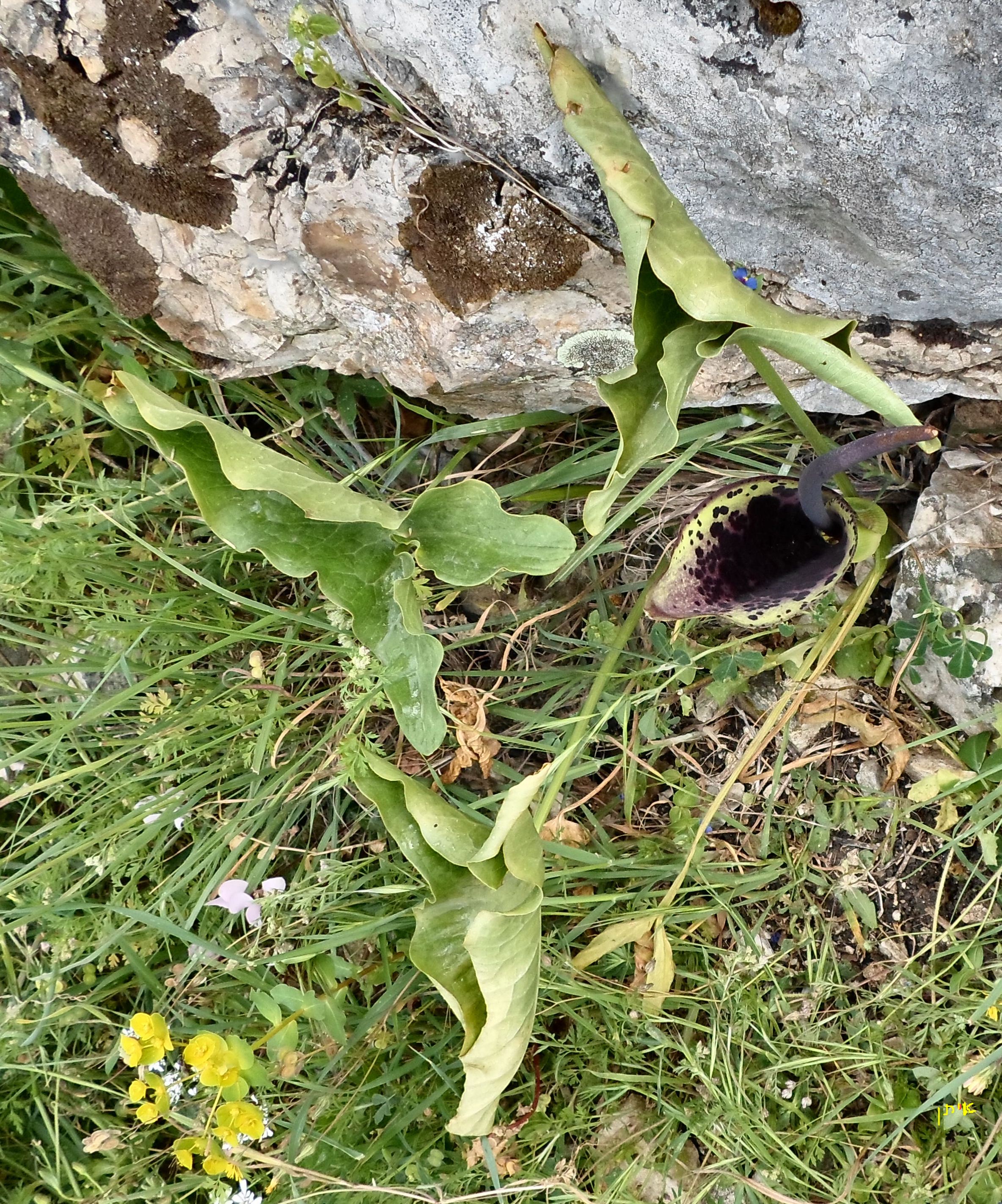